# Bridget Marquardt

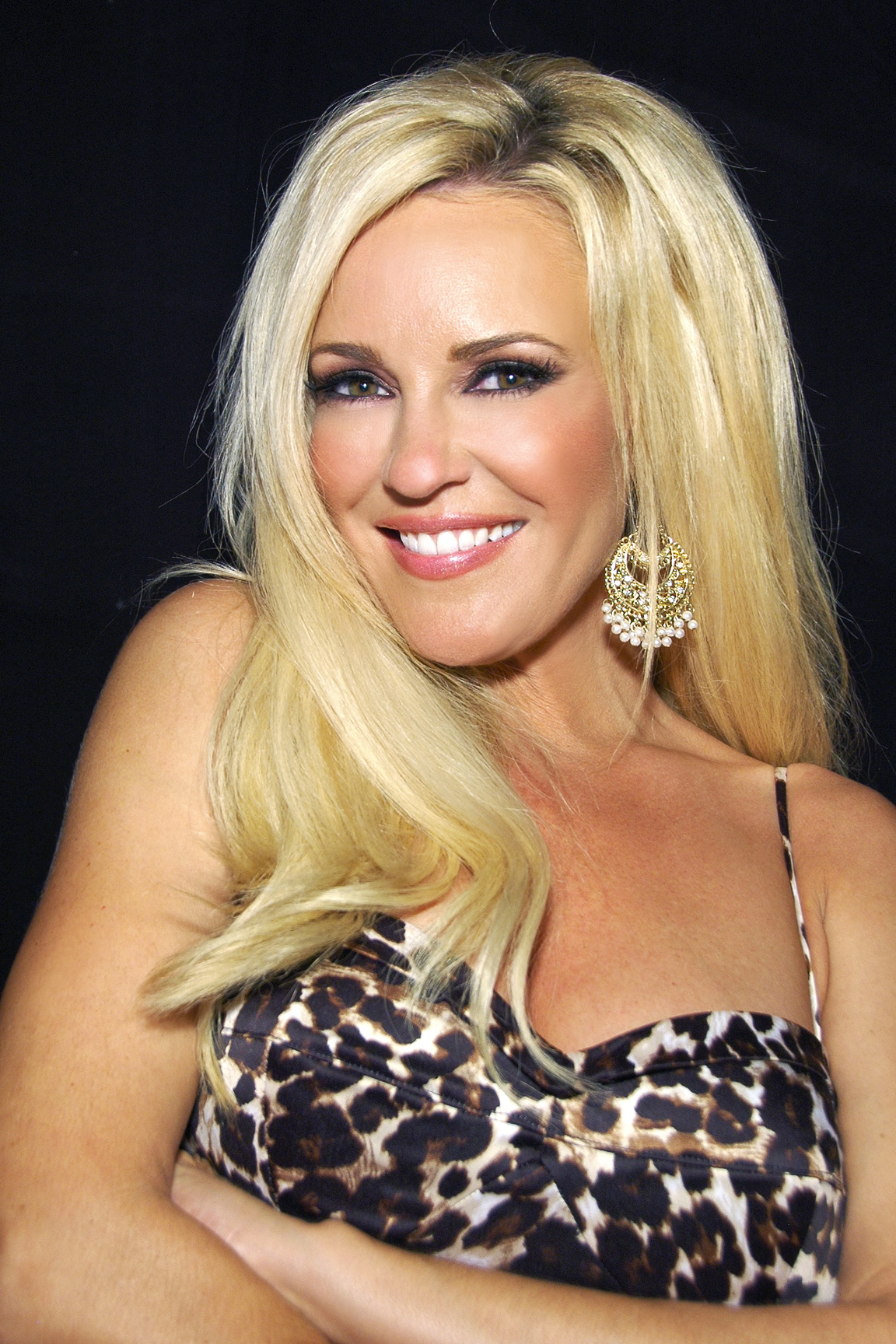
Bridget Marquardt (2007)

Bridget Christina Marquardt (* 25. September 1973 als Bridget Christina Sandmeier in Tillamook, Oregon) ist eine US-amerikanische Fernsehpersönlichkeit. Größere Bekanntheit erlangte sie als eine der Freundinnen des Playboy-Gründers Hugh Hefner. Zusammen mit ihm und seinen anderen Freundinnen Kendra Wilkinson und Holly Madison trat sie 2005 bis 2009 in der Reality-Show The Girls of the Playboy Mansion in einer Hauptrolle auf.

## Leben
Bridget Marquardt wurde in Tillamook (Oregon) geboren, nachdem ihre Familie zuvor in Lodi lebte. Nach ihrer Geburt zogen sie wieder zurück nach Kalifornien, wo Marquardt schließlich aufwuchs. Sie besuchte zuerst die Galt High School, wechselte dann aber auf die Lodi High School, die sie im Jahr 1990 abschloss. Danach besuchte sie das San Joaquin Delta Junior College und schloss dieses mit einem Associate Degree ab. Anschließend studierte sie an der Sacramento State Kommunikationswissenschaften mit Schwerpunkt auf Public Relations und schloss mit einem Bachelor ab. Noch während des Studiums im Alter von 25 Jahren nahm sie 1998 erfolgreich an einem Fotoshooting teil und wurde daraufhin für weitere Aufnahmen in die Playboy Mansion eingeladen.
2001 zog Marquardt nach Los Angeles, nachdem sie an der University of the Pacific in Stockton den Master in Kommunikationswissenschaften gemacht hatte. In LA arbeitete sie an ihrer Model- und Schauspielkarriere und trat in kleineren Fernsehrollen auf. Nach zwei erfolglosen Anläufen für den Playboy wurde sie bald darauf ein regelmäßiger Gast im Playboy-Haus. Nach über einem Jahr, im Oktober 2002, zog sie endgültig ins Playboy-Haus und wurde eine von Hefners offiziellen Freundinnen.
Anfang 2009 zog Bridget aus der Playboy-Mansion aus. Seit Februar 2009 ist sie mit dem Regisseur Nicholas Carpenter liiert, den sie bei dem Dreh zu ihrer Rolle in The Telling kennenlernte.

## Filmografie
- 2003: Ein (un)möglicher Härtefall (Intolerable Cruelty)
- 2005: Entourage (Fernsehserie, eine Folge)
- 2005: Lass es, Larry! (Curb Your Enthusiasm, Fernsehserie, eine Folge)
- 2006: Tomorrow’s Yesterday (Kurzfilm)
- 2006: Scary Movie 4
- 2007: Kottentail
- 2007: General Hospital (Fernsehserie, eine Folge)
- 2009: Girls Mansion Massacre
- 2011: AppleBox (Kurzfilm)
- 2019: Weedjies: Halloweed Night